# 大都會歌劇院
大都會歌劇院（英語：Metropolitan Opera House），俗稱大都會（The Met），是位於美國紐約的林肯中心內的世界知名的歌劇院，由「大都會歌劇院協會」（Metropolitan Opera Association）負責營運。大都會歌劇院協會於1880年4月成立，是纽约主要的歌劇公司，也是美國最大的古典音樂組織，每年上演約240部歌劇。大都會歌劇院是林肯中心的十二個常駐組織之一。

## 公司
大都會歌劇院成立於1880年，作為音樂學院的替代品。音樂學院代表著紐約社會的最上流階級，學院委員會總監不願意讓後起的富裕家庭加入成為會員。最初加入大都會劇院的成員包括摩根（Morgan）、羅斯福（Roosevelt）、阿斯托（Astor）及范德堡（Vanderbilt）家族。他們成立的大都會歌劇院比音樂學院更加悠久。Henry Abbey出任開幕季的經理。

## 历任首席指揮
- 雅尼克·尼泽-塞冈（Yannick Nézet-Séguin）（2017年－2018年）待任音乐总监；（2018年－至今）音樂總監
- 法比奧·路易斯（Fabio Luisi）（2010年－2011年）首席客座指挥；（2011年－2017年）首席指挥
- 瓦列里·格吉耶夫（Valery Gergiev）（1997年－2008年）首席客座指挥
- 詹姆士·列文（James Levine）（1976年－2016年）音樂總監；（2016年－2017年）荣誉音乐总监
- 拉法埃尔·库贝里克（Rafael Kubelík）（1973年－1974年）音乐总监
- 库尔特·阿德勒（Kurt Adler）（1943年－1973年）
- 埃里希·萊因斯朵夫（Erich Leinsdorf）（1956年－1962年）
- 季米特里斯·米特罗普洛斯（Dimitri Mitropoulos）（1954年－1960年）
- 弗里兹·莱纳（Fritz Reiner）（1949年－1953年）
- 弗里兹·布什（Fritz Busch）（1945年－1949年）
- 切萨雷·索德罗（Cesare Sodero）（1942年－1947年）
- 乔治·塞尔（George Szell）（1942年－1946年）
- 埃里希·萊因斯朵夫（Erich Leinsdorf）（1938年－1942年）德國劇目首席指挥
- 埃托雷·帕尼扎（Ettore Panizza）（1934年－1942年）意大利剧目首席指挥
- 布鲁诺·瓦尔特（Bruno Walter）（1941－1951年，1956年，1959年）
- 福斯托·克莱瓦（Fausto Cleva）（1931年－1971年）
- 图利奥·塞拉芬（Tullio Serafin）（1924年－1934年）
- 阿图尔·博丹茨基（Artur Bodanzky）（1915年－1939年）德國劇目首席指挥
- 阿图罗·托斯卡尼尼（Arturo Toscanini）（1908年－1915年）
- 古斯塔夫·馬勒（Gustav Mahler）（1908年－1910年）
- 阿尔佛雷德·赫兹（Alfred Hertz）（1902年－1915年）德國劇目首席指挥
- 華爾特·達姆羅施（Walter Damrosch）（1884年－1902年）
- 安东·塞德尔（Anton Seidl）（1885年－1897年）

## 外部連結

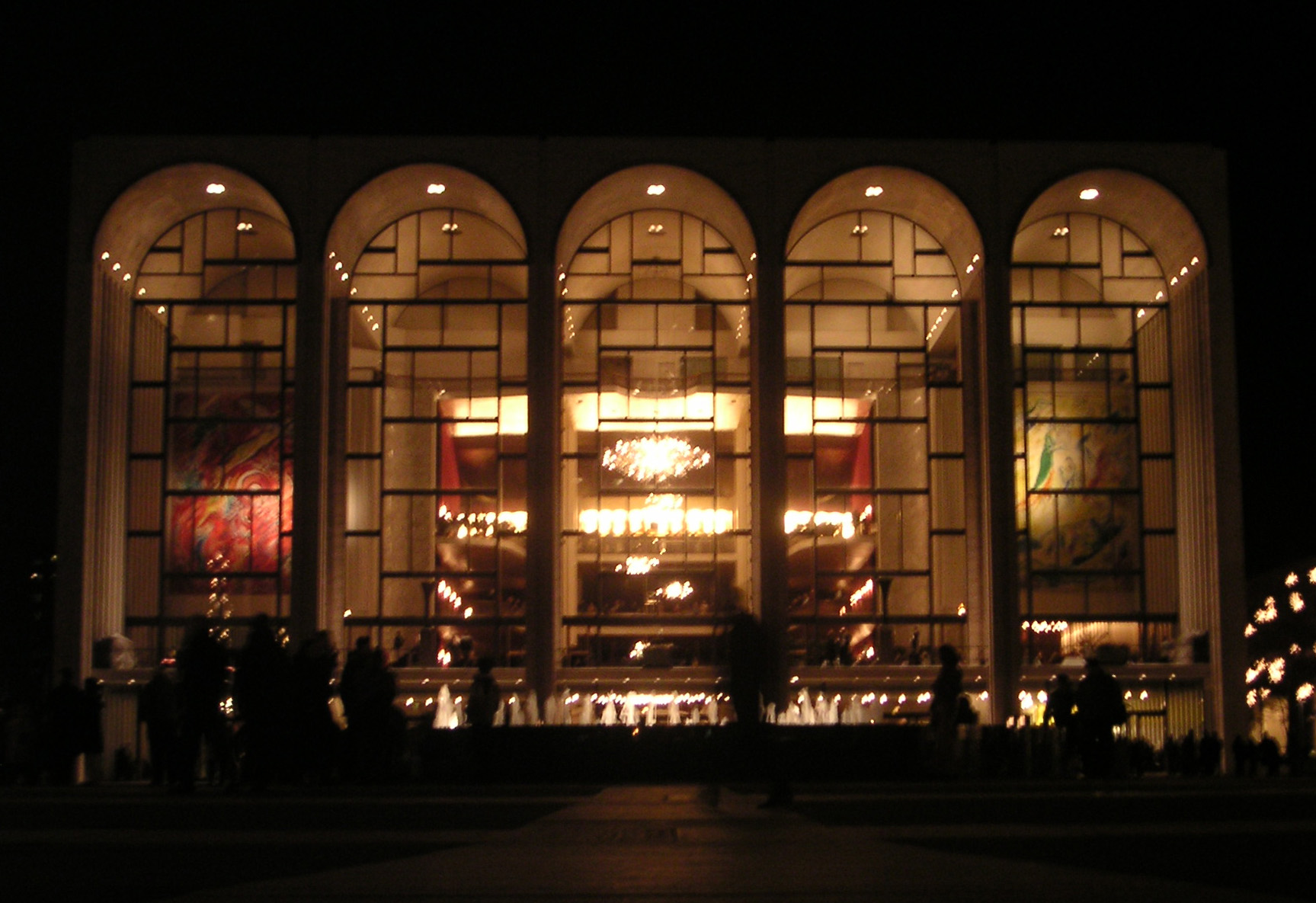
林肯表演藝術中心的大都會歌劇院，攝於林肯中心廣場

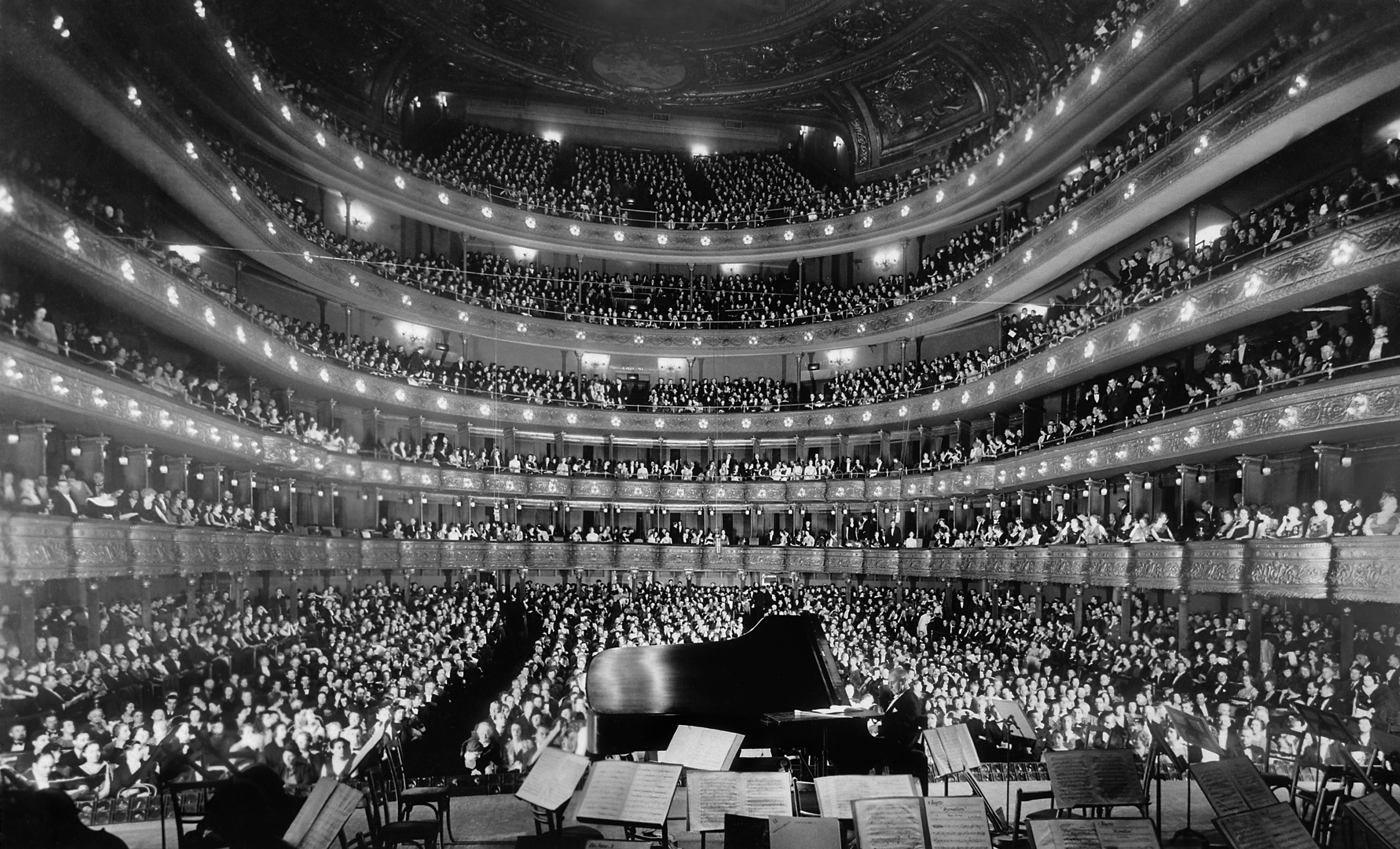
舊大都會歌劇院的全院，攝於舞台後，當時為鋼琴家約瑟夫·霍夫曼的音樂會，1937年11月28日

- The Metropolitan Opera（页面存档备份，存于）
- History of Metropolitan Opera
- Metropolitan Opera Broadcast Information
- Metropolitan Opera Broadcast via streaming audio （页面存档备份，存于）
- MetOpera Database
- Full text of Chapters of Opera （页面存档备份，存于） by Henry Edward Krehbiel from Project Gutenberg